# Кальечі-є Паїн
Кальечі-є Паїн (перс. قلعه چي پائين) — село в Ірані, у дегестані Нагр-е Міян, у бахші Заліян, шагрестані Шазанд остану Марказі. За даними перепису 2006 року, його населення становило 166 осіб, що проживали у складі 45 сімей.

## Клімат
Середня річна температура становить 10,93 °C, середня максимальна – 30,71 °C, а середня мінімальна – -12,16 °C. Середня річна кількість опадів – 286 мм.
| Клімат поселення                              | Клімат поселення | Клімат поселення | Клімат поселення | Клімат поселення | Клімат поселення | Клімат поселення | Клімат поселення | Клімат поселення | Клімат поселення | Клімат поселення | Клімат поселення | Клімат поселення | Клімат поселення |
| Показник                                      | Січ.             | Лют.             | Бер.             | Квіт.            | Трав.            | Черв.            | Лип.             | Серп.            | Вер.             | Жовт.            | Лист.            | Груд.            |                  |
| Середній максимум, °C                         | 5,36             | 7,51             | 11,86            | 18,50            | 23,60            | 28,69            | 30,60            | 30,71            | 25,59            | 19,26            | 12,29            | 6,78             |                  |
| Середня температура, °C                       | −3,4             | −1,24            | 3,10             | 9,75             | 14,83            | 19,94            | 24,42            | 24,53            | 19,41            | 13,07            | 6,12             | 0,60             |                  |
| Середній мінімум, °C                          | −12,16           | −10              | −5,66            | 0,99             | 6,08             | 11,18            | 18,25            | 18,36            | 13,25            | 6,89             | −0,06            | −5,57            |                  |
| Норма опадів, мм                              | 44               | 37               | 51               | 39               | 34               | 7                | 1                | 1                | 1                | 6                | 26               | 39               |                  |
| Середньомісячна швидкість вітру, м/с          | 1.26             | 1.92             | 2.70             | 3.12             | 2.84             | 2.45             | 2.31             | 2.44             | 2.30             | 2.10             | 1.93             | 1.28             |                  |
| Середньомісячна сонячна радіація, кДж/м²·день | 9497             | 12594            | 15121            | 18288            | 22262            | 27104            | 25901            | 24115            | 21300            | 15848            | 11119            | 9201             |                  |
| --------------------------------------------- | ---------------- | ---------------- | ---------------- | ---------------- | ---------------- | ---------------- | ---------------- | ---------------- | ---------------- | ---------------- | ---------------- | ---------------- | ---------------- |
| Джерело:                                      |                  |                  |                  |                  |                  |                  |                  |                  |                  |                  |                  |                  |                  |